# 长柄马兰
长柄马兰（学名：Kalimeris longipetiolata）为菊科马兰属的植物，是中国的特有植物。分布于中国大陆的四川等地，生长于海拔2,500米的地区，多生于山谷溪边，目前尚未由人工引种栽培。